# 순수의 시대 (2015년 영화)
《순수의 시대》는 2015년에 개봉한 대한민국의 역사 드라마 영화이다. 조선 시대 제1차 왕자의 난을 배경으로, 정도전의  사위인 장군 김민재와 기녀 가희 사이의 비극적 로맨스를 다룬 가상 역사물이다. 신하균, 장혁, 강하늘, 강한나가 출연했다.

## 줄거리
김민재(신하균)는 최근 건국된 조선 왕조의 국경을 수호하며 공을 세운 뛰어난 장군이다. 그는 태조(손병호)의 다섯째 아들인 이방원(장혁)을 면밀히 주시하며, 그가 왕위를 차지하려는 야망을 품고 있다고 생각한다. 진(강하늘)은 김민재의 아들이자 왕의 사위이다. 왕의 사위라는 위치 때문에 그는 정치에 참여할 수 없고 오직 쾌락만을 좇는다. 이방원은 아버지가 고려 왕조를 전복하고 조선을 건국하는 데 결정적인 역할을 했지만, 태조가 후계자를 선택할 때 간과되었다. 한편 김민재는 기생 가희(강한나)에게 처음으로 사랑에 빠져 그녀를 첩으로 삼지만, 그녀가 자신에게 복수를 하려 한다는 사실을 알지 못한다.

## 캐스팅
- 신하균 : 김민재 역
- 장혁 : 정안군 이방원 역
- 강하늘 : 김진 역
- 강한나 : 가희 / 민재 모 역
- 이재용 : 정도전 역
- 손병호 : 태조 이성계 역
- 김사희 : 민씨부인 역
- 김영 : 민재집 할아범 역
- 김다예 : 경순공주 역
- 최무성 : 조영규 역
- 강경헌 : 정씨부인 역
- 김구택 : 하륜 역
- 기주봉 : 조준 역
- 김승기 : 이제 역
- 황금희 : 매향 역
- 이소윤 : 순분 역
- 문영동 : 남은 역
- 양영조 : 심효생 역
- 김왕근 : 상선내관 역
- 한민 : 진 친구 3 역
- 현석준 : 세자 역
- 문형주 : 어머니 노비 역
- 성유빈 : 어린 민재 역
- 하지은 : 부인 1 역
- 유승용 : 도둑소년 역
- 정아미 : 가희모 역
- 노행하 : 취항루 기녀 역
- 오하늬 : 취항루 기녀 역
- 박정윤 : 취항루 기녀 역
- 김흥태 : 화전덩치 역
- 조희봉 : 화전주인 역 (우정출연)